# Hornschuchia leptandra
Hornschuchia leptandra D.M.Johnson – gatunek rośliny z rodziny flaszowcowatych (Annonaceae Juss.). Występuje endemicznie w Brazylii – w stanie Bahia. 

## Morfologia
PokrójZimozielone drzewo dorastające do 3–4 m wysokości.
LiścieMają eliptyczny lub odwrotnie jajowaty kształt. Mierzą 26–42 cm długości oraz 8–12 cm szerokości. Blaszka liściowa jest całobrzega o tępym wierzchołku.
KwiatyZebrane w pęczki, rozwijają się na szczytach pędów. Płatki mają białą barwę. Kwiaty mają 3 owocolistki.
OwocePojedyncze. Maja odwrotnie jajowaty kształt. Osiągają 55 mm długości.

## Biologia i ekologia
Rośnie w lasach, na terenach nizinnych.